# NGC 4696
NGC 4696 ist eine Elliptische Galaxie vom Hubble-Typ E1/P mit aktivem Galaxienkern im Sternbild Zentaur am Südsternhimmel. Sie ist schätzungsweise 124 Millionen Lichtjahre von der Milchstraße entfernt und hat einen Durchmesser von etwa 180.000 Lichtjahren. Gemeinsam mit PGC 43323 bildet sie ein optisches (?) Galaxienpaar. Die Galaxie ist das namensgebende Mitglied der 79 Galaxien zählenden NGC 4696-Gruppe (LGG 298) und das hellstes Mitglied des Zentaur-Galaxienhaufens.  Die Galaxie von zahlreichen Zwerggalaxien umgeben.

Aufnahme des Staubfilament um den Kern von NGC 4696 mithilfe des Hubble-Weltraumteleskops

 Eine besondere Eigenschaft von NGC 4696 ist ein für elliptische Galaxien untypisches Staubfilament. Untersuchungen durch das Hubble-Weltraumteleskop, bei denen das Filament mithilfe von schmal- und breitbandigen Filtern abgebildet wurde, geben Aufschluss darüber.
Im selben Himmelsareal befinden sich unter anderem die Galaxien NGC 4677, NGC 4683, NGC 4706, NGC 4709.
Die Typ-Ia-Supernova SN 2017ejb wurde hier beobachtet.
Das Objekt wurde am 7. Mai 1826 von dem Astronomen James Dunlop mithilfe eines 9 Zoll-Teleskops entdeckt. 